# Video Clips 2000 vol.2 Map そんなに遠くない未来 -第2章-
『Video Clips 2000 vol.2 Map そんなに遠くない未来 -第2章-』（ビデオクリップス2000ボリュームツーマップそんなにとおくないみらいだいにしょう）は、國府田マリ子の4枚目のミュージック・ビデオ集。『Video Clips 2000 vol.1 Map そんなに遠くない未来 -第1章-』と同時に2000年10月18日、キングレコードより発売。

## 解説
キングレコード移籍後初のビデオクリップ集。MVを中心に、オフショット映像などを収録。

## 収録曲
全編曲：亀田誠治
1. 淋しがりやの恋
作詞・作曲：上田まり
2. へなちょこ
作詞：國府田マリ子
作曲：井上うに
3. 心の矢印
作詞・作曲：泉川そら
4. 朝色のワッペン
作詞・作曲：泉川そら
5. 駅までの道を
作詞・作曲：泉川そら